# 梅德尔
梅德尔是瑞士联邦东部格劳宾登州下设的一个镇，属苏尔塞尔瓦区管辖。梅德尔的总面积为136.22平方公里。截至2010年底，总人口为435。梅德尔山谷贯穿全境，是上格劳宾登到提契诺州的必经之路。